# Campeonato Uruguaio de Futebol de 1921
O Campeonato Uruguaio de Futebol de 1921 consistiu em uma competição com dois turnos, no sistema de todos contra todos. O campeão foi o Peñarol.

## Classificação[2]
| Pos | Equipe               | Pts | J  | V  | E | D  | GP | GC | SG  |
| --- | -------------------- | --- | -- | -- | - | -- | -- | -- | --- |
| 1°  | Peñarol              | 39  | 22 | 18 | 3 | 1  | 56 | 12 | 44  |
| 2°  | Nacional             | 37  | 22 | 16 | 5 | 1  | 52 | 10 | 42  |
| 3°  | Universal            | 31  | 22 | 13 | 5 | 4  | 37 | 14 | 23  |
| 4°  | Montevideo Wanderers | 30  | 22 | 13 | 4 | 5  | 26 | 11 | 15  |
| 5°  | Belgrano             | 22  | 22 | 8  | 6 | 8  | 24 | 27 | -3  |
| 6°  | Lito                 | 21  | 22 | 8  | 5 | 9  | 25 | 28 | -3  |
| 7°  | Liverpool            | 16  | 22 | 7  | 2 | 13 | 18 | 18 | 0   |
| 8°  | Central              | 15  | 22 | 5  | 5 | 12 | 14 | 25 | -11 |
| 9°  | Charley              | 14  | 22 | 5  | 4 | 13 | 13 | 32 | -19 |
| 10° | Uruguay Onward       | 14  | 22 | 6  | 2 | 14 | 12 | 42 | -30 |
| 11° | Dublin               | 13  | 22 | 5  | 3 | 14 | 11 | 41 | -30 |
| 12° | Reformers            | 12  | 22 | 4  | 4 | 14 | 12 | 40 | -28 |

|  | Campeão.   |
|  | Rebaixado. |

Promovido para a próxima temporada: Rampla Juniors.
| Campeonato Uruguaio de 1921 |
| --------------------------- |
| Peñarol Campeão (7º título) |